# Episcopia de Ösel-Wiek
Episcopia de Ösel–Wiek (în estonă Saare-Lääne piiskopkond; în germană Bistum Ösel–Wiek; în germana de jos Bisdom Ösel–Wiek; în latină Ecclesia Osiliensis) a fost o eparhie romano-catolică și principat episcopal semiindependent (parte din Terra Mariana, adică Livonia) în cadrul Sfântului Imperiu Roman, acoperind ceea ce sunt acum județele Saare, Hiiu, Lääne și partea de vest a județului Pärnu din Estonia.

## Istorie

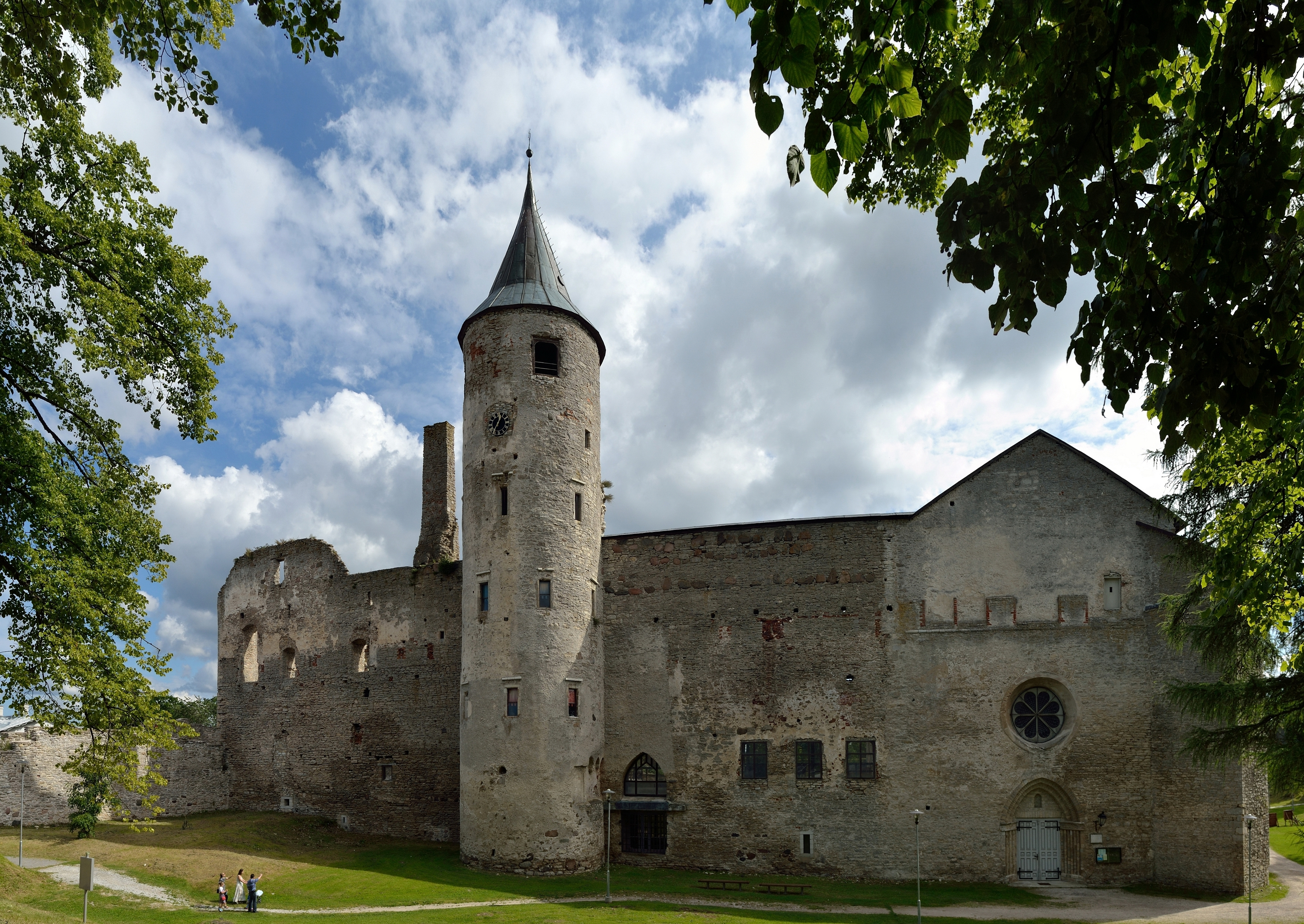

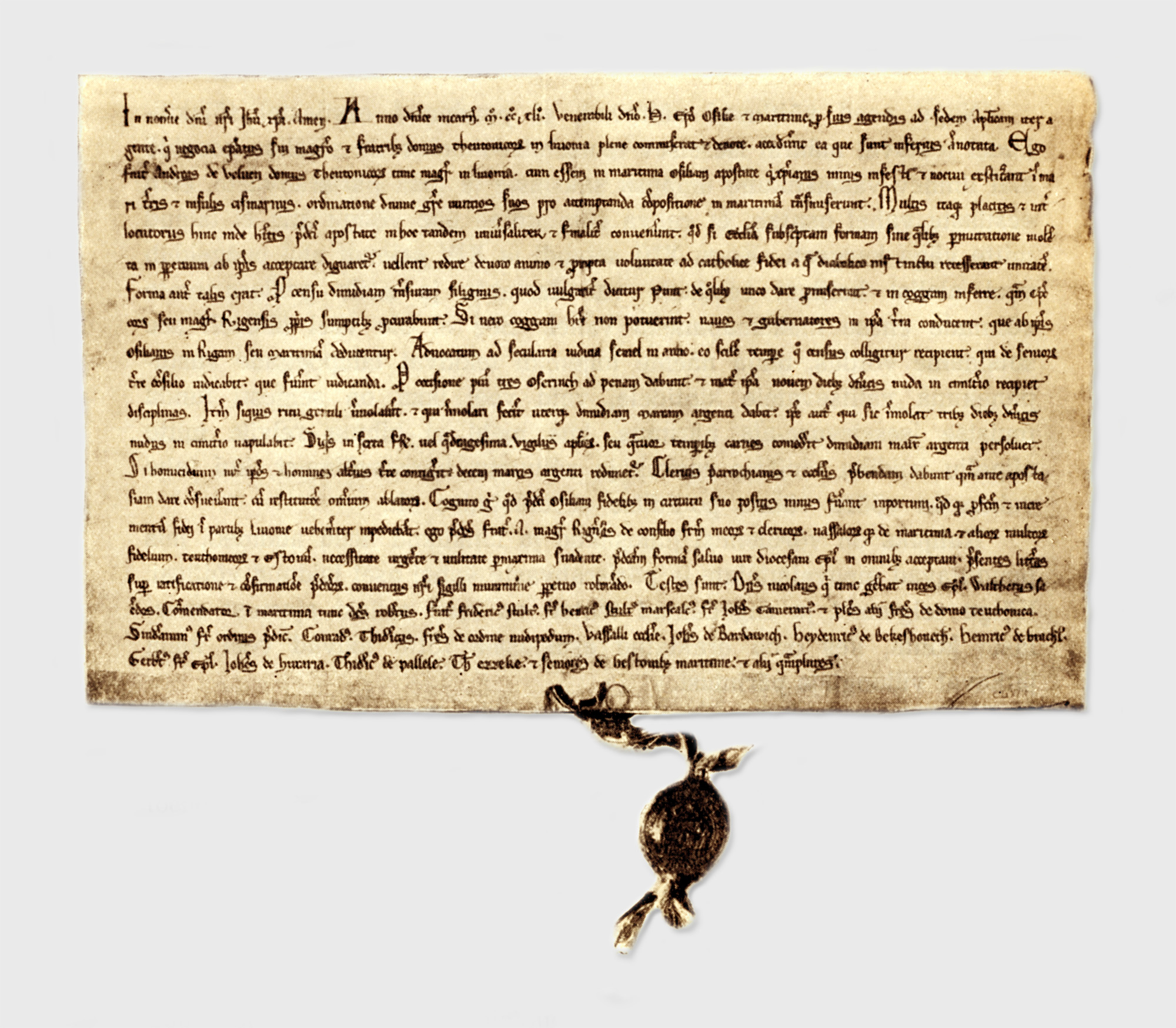
Tratatul din 1241 dintre Episcopia de Ösel-Wiek, Ordinul Livonian și (acum la)

Episcopia a fost înființată la 1 octombrie 1228 ca eparhie de rit latin și, inițial, posibil scutită, de către legatul papal Guglielmo din Modena⁠(d) și, simultan, ca stat al Sfântului Imperiu Roman —adică era principat episcopal — de către Henric, regele romanilor (1220-1242; nu împărat). Datorită schimbării repetate a sediului episcopiei, a mai fost cunoscută succesiv ca episcopia de Leal (Lihula) din 1234, Perona (Vana-Pärnu) din 1251, Castelul Hapsal (Haapsalu)⁠(d) din 1279, iar sediul s-a mutat (doar el) la castelul Arensburg (Kuressaare) de pe insula Ösel (Saaremaa); catedrala si canonicatul⁠(d) au rămas în Hapsal. A fost o eparhie sufragană⁠(d) în provincia bisericească a Arhiepiscopiei Mitropolitane de Riga⁠(d) din 1253.
Unul dintre cei cinci membri ai Confederației Livone, statul a fost împărțit administrativ în două aprodate⁠(d) (în latină advocaciae, în germană Vogteien). Episcopul acționa și ca suzeran din partea Ordinului Teuton asupra feudelor sale de pe teritoriul episcopiei. Din 1241 până în 1343, insula Ösel (Saaremaa) a fost o parte autonomă a prințului-episcopat Ösel-Wiek (autonomie reînnoită la 27 august 1255).
Principatul a încetat să mai existe în 1560, când ultimul său principe-episcop, Johannes al V-lea von Münchhausen, l-a vândut Danemarcei, care a conferit puterea executivă guvernatorilor numiți de rege (denumiți Lensmænd până în 1654, apoi Statthalter). Fratele regelui Frederic al II-lea al Danemarcei, Magnus de Livonia, Duce de Holstein⁠(d), a obținut-o ca apanaj la 15 aprilie 1560 și a fost ales episcop la 13 mai 1560; cum dinastia daneză era luterană, el a desființat eparhia și și-a asumat titlul feudal secular de domn al Öselului (Stieffte Ozel und Wieck Herr) la 20 martie 1567.
Danemarca a cedat Wiek (județul Lääne) Uniunii Polono-Lituaniene în schimbul unor părți din Ösel aparținând Ordinului Livonian. Mai târziu, Ösel a devenit posesiune daneză.

## Episcopi și principi-episcopi de Ösel-Wiek (Saare-Lääne)
- Gottfried, Ordinul Cistercian (O. Cist.) (1227, ales la 29 iunie 1229; aprobat în august 1228 – decedat după 1257)
- vacant și interregnum 1229 - 1234, condus de Episcopul de Riga și Ordinul Fraților de Spadă Livonieni.
- Heinrich I⁠(d), Ordinul Dominican (OP) (1234 – decedat 10 martie 1260)
- Hermann I de Becheshovede (Buxhoevden)⁠(d) (1262– decedat 1285? )
- Heinrich al II-lea (1290.05.10 – decedat 1294)
- Konrad I (1294? – decedat 1307)
- Post vacant și Interregnum
- Hartung (Garttungus) (1310 – decedat 1321)
- Jakob al II-lea (3 martie 1322 – 1337)
- Hermann II Osenbrügge (de Osenbrygge), (1338 – decedat 1362?63)
- Konrad al II-lea (24 iulie 1363 – decedat 1374)
- Heinrich III (23 octombrie 1374 – asasinat înainte de 5 iulie 1381), anterior episcop de Schleswig⁠(d) (30 ianuarie 1370 – 23 octombrie 1374)
- Post vacant și Interregnum
- Winrich von Kniprode⁠(d) (28 martie 1385 – decedat 5 noiembrie 1419)
- Caspar Schuwenflug (8 ianuarie 1420 – decedat 10 august 1423)
- Christian Kuband, Norbertini (O. Praem.) (10 august 1423 – decedat 21 iulie 1432)
- Johannes I Schutte (22 octombrie 1432 – 12 septembrie 1438)
- Johannes al II-lea Creul (Kreuwel), Ordinul Teuton (OT) (20 martie 1439 de jure – 1457 de facto din 1449 la Wiek ca episcop tânăr - decedat 23 septembrie 1454)
- Ludolf Grove⁠(d) (1457 de jure – decedat 11 martie 1458) (de facto din 1439, din 1449 ca episcop bătrân în Saaremaa și Dagö)
- Jodokus Hoenstein (24 iulie 1458 – decedat 17 ianuarie 1471)
- Peter Wetberg (17 iunie 1471 – decedat înainte de 14 noiembrie 1491)
- Johannes al III-lea Orgas (Johann Orgies) (1492.03.26 – decedat 19 martie 1515)
- Johannes al IV-lea Kyvel (Kievel) (19 martie 1515 – decedat 22 aprilie 1527), urmat ca fost episcop coadjutor de Ösel-Wiek (? – 19 martie 1515)
- Georg von Tiesenhausen (20 mai 1527 – decedat 2 octombrie 1530), anterior episcop de Reval (Estonia) (21 iulie 1525 – 12 octombrie 1530)
- Reinhold von Buxhoeveden⁠(d) (3 iulie 1532 – pensionat înainte de 13 iulie 1541), decedat în 1557
- Johannes al V-lea von Münchhausen (9 ianuarie 1542 – 1560 când a vândut scaunul)
- Magnus de Livonia ([rinț al Danemarcei și duce de Holstein⁠(d)), 1560–1572 (episcop protestant, a murit în 1583)